# Sylwester Janiszewski
Sylwester Janiszewski (24 januari 1988) is een Pools voormalig wielrenner die in 2021 reed voor Voster ATS Team.
Na zijn overwinning in de Memoriał Henryka Łasaka testte hij positief op androsteendion. De overwinning werd afgepakt en hij werd tot eind 2014 geschorst, maar zijn overwinning in de Beker van de Subkarpaten, die hij een dag later behaalde, mocht hij houden.

## Belangrijkste overwinningen
2012
4e etappe Bałtyk-Karkonosze-Tour
Proloog Ronde van Mazovië
Memoriał Henryka Łasaka
Beker van de Subkarpaten
2015
4e etappe Szlakiem Grodów Piastowskich
2017
4e etappe Bałtyk-Karkonosze Tour
2018
1e en 5e etappe Koers van de Olympische Solidariteit
Eind- en puntenklassement Koers van de Olympische Solidariteit
2019
Memorial Grundmanna I Wizowskiego
2020
4e etappe Belgrade Banjaluka
4e etappe Koers van de Olympische Solidariteit

## Ploegen
- 2008 –  Legia
- 2009 –  Legia-Felt
- 2010 –  CCC Polsat Polkowice
- 2011 –  CCC Polsat Polkowice
- 2012 –  CCC Polsat Polkowice
- 2013 –  CCC Polsat Polkowice
- 2015 –  Wibatech Fuji
- 2016 –  Wibatech Fuji
- 2017 –  Wibatech 7R Fuji
- 2018 –  Wibatech Merx 7R
- 2019 –  Voster ATS Team
- 2020 –  Voster ATS Team
- 2021 –  Voster ATS Team

Banaszek · Bogusławski · Honkisz · Janiszewski · Kistowski · Marycz · Morajko · Paterski · Roithmeier · Rutkiewicz · Stępniak · Sykała · Warchoł
- Virtual International Authority File: 2461153532457848820006